# Commanderie de Villegats
La commanderie de Villegats, appelé aussi commanderie Saint-Jean, est une commanderie hospitalière ancienne commanderie templière, située au lieu-dit la Commanderie, sur la commune de Villegats , en Charente, au nord d'Angoulême. D'importants vestiges du logis, de ses bâtiments ainsi que de sa chapelle Saint-Fiacre subsistent de nos jours.

## Historique
Villegats est situé près de l'ancienne voie romaine de Nantes et Poitiers à Périgueux appelée « la Chaussade », qui passe à Ruffec et Montignac.
La première mention de la commanderie templière est en 1194, Domus de Villagast,.
La chapelle Saint-Fiacre, au nord du bâtiment de la commanderie, fut initialement édifiée au XIIe siècle.
Lors de son interrogatoire, le frère Gérard/Gérald d'Augignac (Geraldus de Augnihaco) du diocèse de Limoges (Lemovicensis diocesis), commandeur de Nantes (Nanatensis) mentionne avoir assisté à des réceptions dans la chapelle de la commanderie de Villegats : « in quadam camera domus Templi de Vilagast Pictavensis diocesis ».
Selon Charles Daras, cette commanderie est une fondation des Hospitaliers de l'ordre de Saint-Jean de Jérusalem en Aquitaine. Cependant, un commandeur templier, Raymond de Mareuil, est cité en 1285. Il se peut que les deux commanderies aient coexisté, ou se soient succédé.
À la dissolution de l'ordre du Temple en 1312, la commanderie passa définitivement aux Hospitaliers de l'ordre de Saint-Jean de Jérusalem], et de nombreuses maisons de la région lui furent rattachées.
Au XVe siècle, les Hospitaliers firent édifier, ou ré-édifier, le logis dans la partie sud, dans le prolongement de la chapelle.
Ils construisirent aussi l'église paroissiale Saint-Benoît, à l'écart de la commanderie, afin d'y rediriger les fidèles, et qui fut le siège plus tard d'une vicairie perpétuelle dépendant de l'abbaye de Nanteuil. Selon d'autres auteurs, cette église Saint-Benoît avait été construite au XIIe siècle, mais par les Hospitaliers.
Au XVIe siècle, les commanderies d'Angoulême et du Dognon[Information douteuse] dépendaient de celle de Villegats, car le commandeur de Villegats adressa une supplique à duc d'Épernon, gouverneur de l'Angoumois, au sujet de la maison d'Angoulême afin d'épargner ses bâtiments menacés par un projet de fortification. Vers 1600, l'abbé Nanglard nous informe que la commanderie de Villegats avait aussi sous sa dépendance les Vouthon, de Malleyrand, du Breuil-de-Cellefrouin, de Malandry et de Vestizons, toutes portant le vocable de Saint-Jean,.

## Description
Le corps de bâtiment s'ouvre sur une grande cour, et une tour arasée flanque l'intérieur du bâtiment sud et est encore visible. Ce bâtiment central contenant le logis et la chapelle est construit sur de grandes caves voûtées.
La chapelle Saint-Fiacre, sur l'aile nord, est à deux travées. Elle fut partagée en deux à une époque indéterminée. Dans son prolongement sud s'élève le logis. Sur le mur oriental de la chapelle subsistent deux des trois baies du triplet templier, et sur la façade s'ouvre la porte surmontée d'une archivolte et d'un cordon sculpté de têtes de clou.

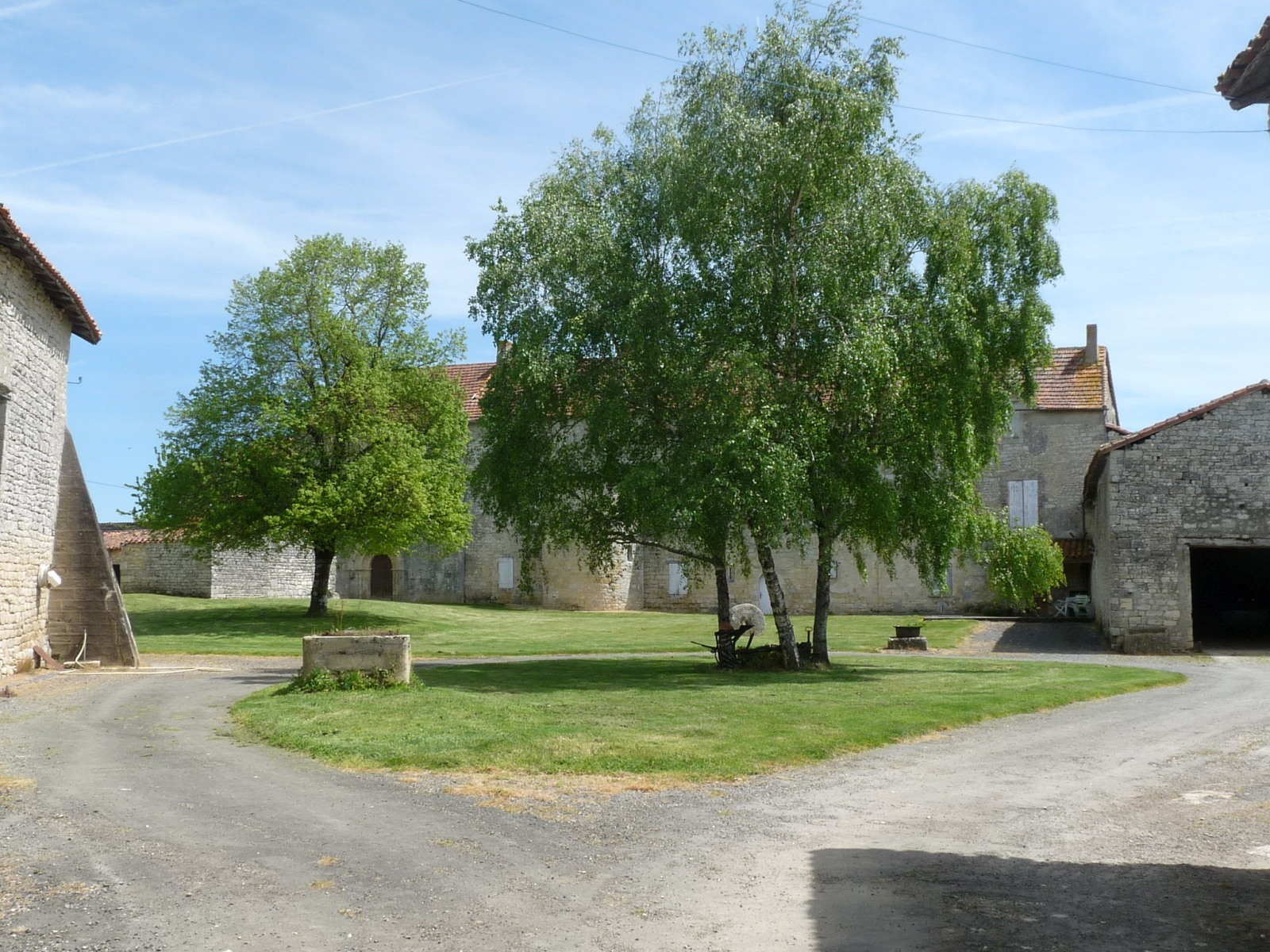
La cour intérieure, avec l'ancienne chapelle à gauche.
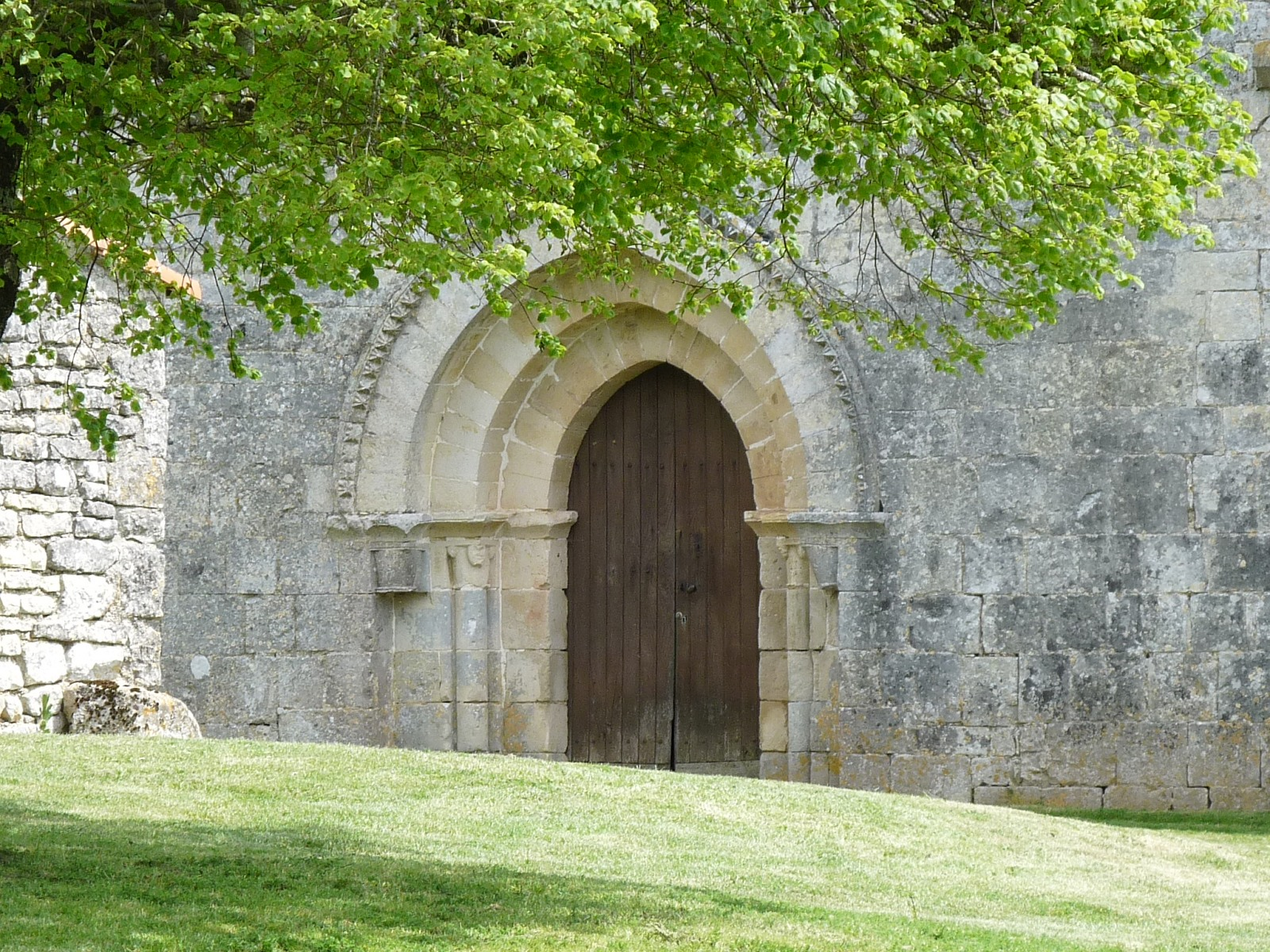
Portail de la chapelle.
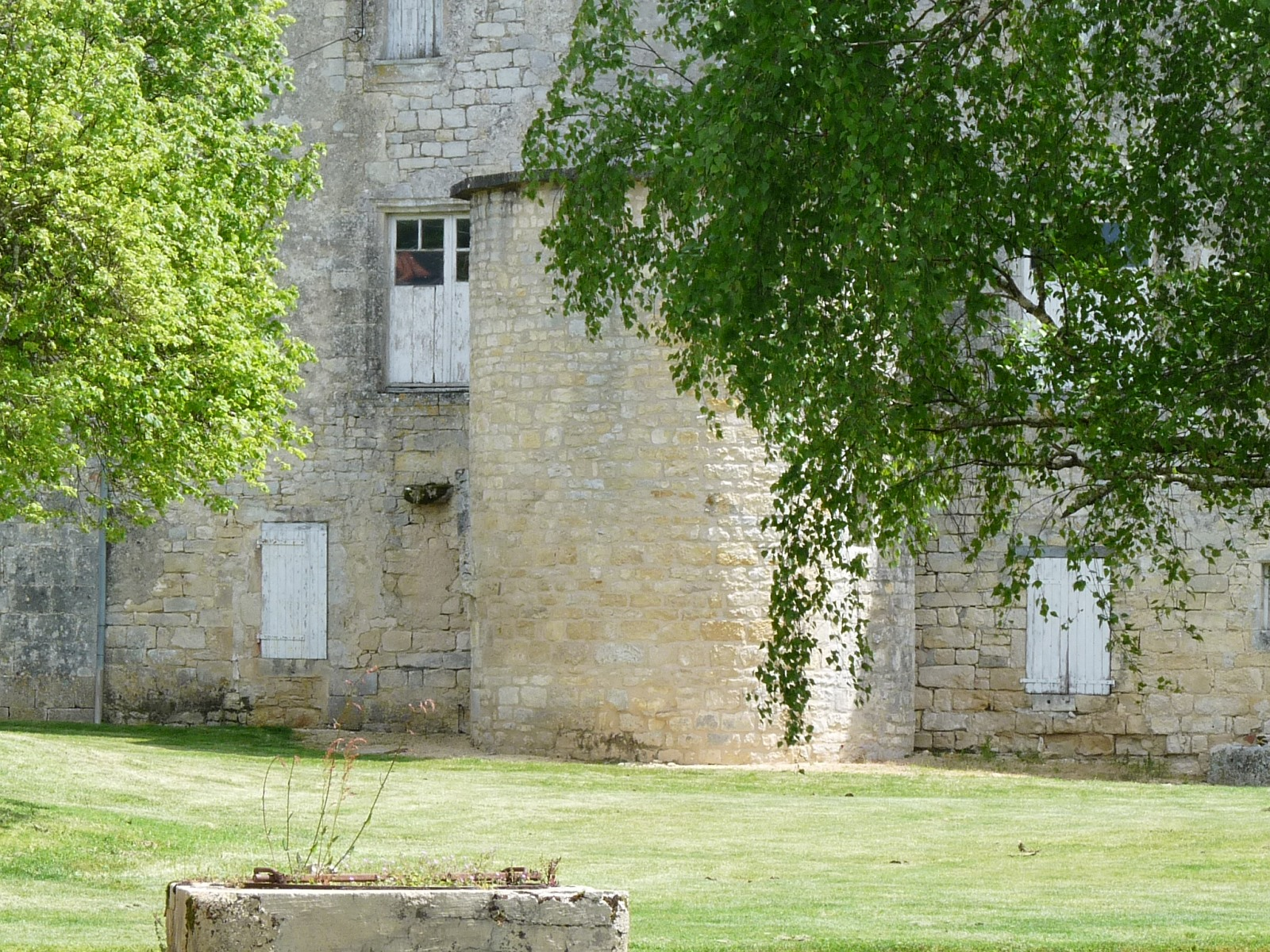
Tour arasée du logis.
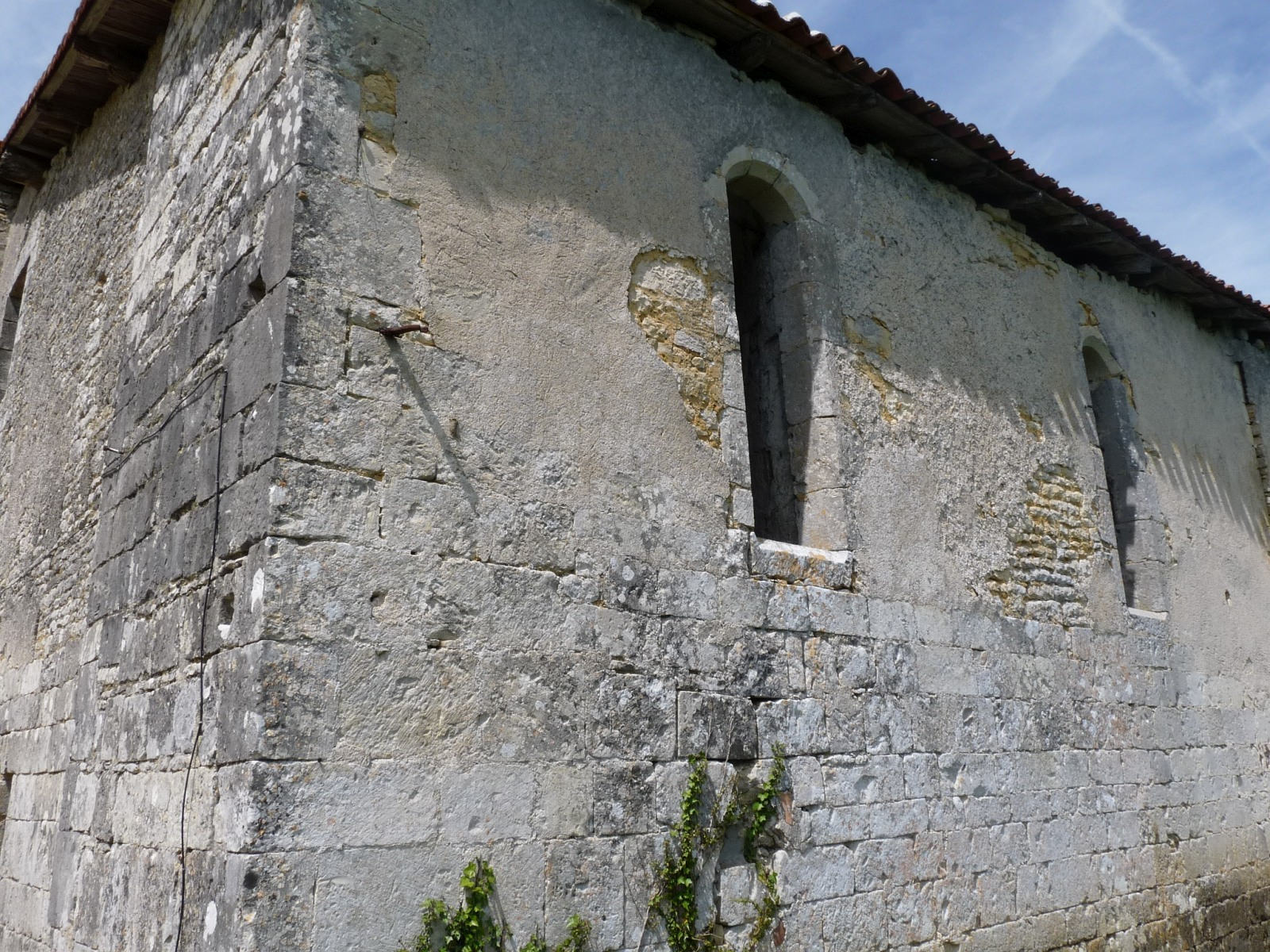
Baies sur l'arrière de la chapelle, à l'est.

## Commandeurs templiers
- 1285 : Raymond de Mareuil (commandeur de Vouthon et de Villegats)[10].

## Commandeurs hospitaliers
- 1365 : frère Bernard Jeannaud[11] ;
- 1588 : frère Jean Gazeau, dit de La Fontaine, chevalier[12].